# 天児屋命
天児屋命（あめのこやねのみこと）とは、日本神話に登場する神である。中臣氏及び藤原氏の祖神（おやがみ）に当たる存在として知られる。

## 概要
『古事記』では天児屋命、『日本書紀』は天児屋根命と表記される。通称として、春日神、春日権現（かすがごんげん）、春日大明神とも呼ぶ。
その他別名としては、天足別命（あめのたらしわけのみこと）、武乳速命（たけちはやのみこと）、速経和気命（はやふわけのみこと）、天見通命（あめのみとおしのみこと）、麻刀方命（まとかたのみこと）、太詔戸命（ふとのりとのみこと）、春日戸神（かすかべのかみ）、国辞代命（くにのことしろのみこと）などが伝えられる（後述）。
『古事記』には岩戸隠れの際、岩戸の前で祝詞を唱え、天照大御神が岩戸を少し開いたときに布刀玉命とともに鏡を差し出した。天孫降臨の際邇邇芸命に随伴し、中臣連の祖となったとある。

## 考証
名前の「コヤネ」は「小さな屋根（の建物）」、または「言綾根（ことあやね）」の意味で、名義は「天上界の小屋根（託宣の神の居所）」、または「祝詞を美しく奏上すること」と考えられる。
平田篤胤は天児屋命の別名として、天津兒屋根命、櫛眞命、太麻等能智命、太麻等能豆命、国之辞代命を挙げる。また、八意思兼神、櫛真智命とも同一視する説を唱えている。

## 系譜
父は、『日本書紀』および『新撰姓氏録』「左京神別 天神 中村連」条などによると津速産霊神の御子神・興台産霊命（居々登魂命、こごとむすび）、あるいは『古語拾遺』、『新撰姓氏録』「大和国神別　天神　添県主」条によると津速産霊神（津速魂命、つはやむすび）、母は安国玉主命の娘・許等能麻知媛命（ことのまちひめ）。
妻は天美津玉照比売命（あめのみつたまてるひめ）とされ、子に天押雲根命（中臣連、卜部氏祖）がいる。
また一説には天辞代命の子とも伝える。

## 信仰
中臣氏の祖神であることから、中臣鎌足を祖とする藤原氏の氏神として信仰された他、藤原氏の繁栄にあやかって現在では出世の神としても信仰されている。

## 祀る主な神社
- 枚岡神社（大阪府東大阪市）
- 春日大社（奈良県奈良市）
- 吉田神社（京都市左京区）
- 大原野神社（京都市西京区）
- 天児屋根命神社（大阪府箕面市）[注 2]
- 蜂田神社（大阪府堺市中区）
- ほか、全国の春日神社